# Eva Padberg

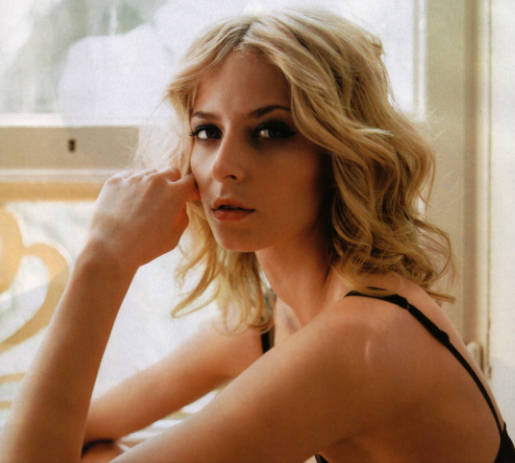
Eva Padberg

Eva Padberg (Bad Frankenhausen, 27 januari 1980) is een Duits supermodel, fotomodel en actrice.
Ze groeide op in Rottleben, in het oosten van Duitsland. In 1998 slaagde ze voor haar examen.

## Biografie
In 1995 deed Padberg mee met de "bravo girl & boy contest", een modellenwedstrijd gesponsord door een tijdschrift voor jongeren in Duitsland. Ze behaalde de finale en kreeg daardoor de kans bij het modellenbureau Louisa Models in München als model te beginnen. Tijdens haar schoolperiode deed ze enkele kleine opdrachten voor Duitse tijdschriften.
In 1997 hielp ze mee bij het muzieklabel Mo's Ferry Prod. Ze ontwierp enkele covers en gaf adviezen.
Na haar school begon ze als fulltime model te werken. Voor haar eerste opdrachten ging ze naar Tokio, Parijs en Milaan. Hierbij bouwde ze een flink portfolio op.

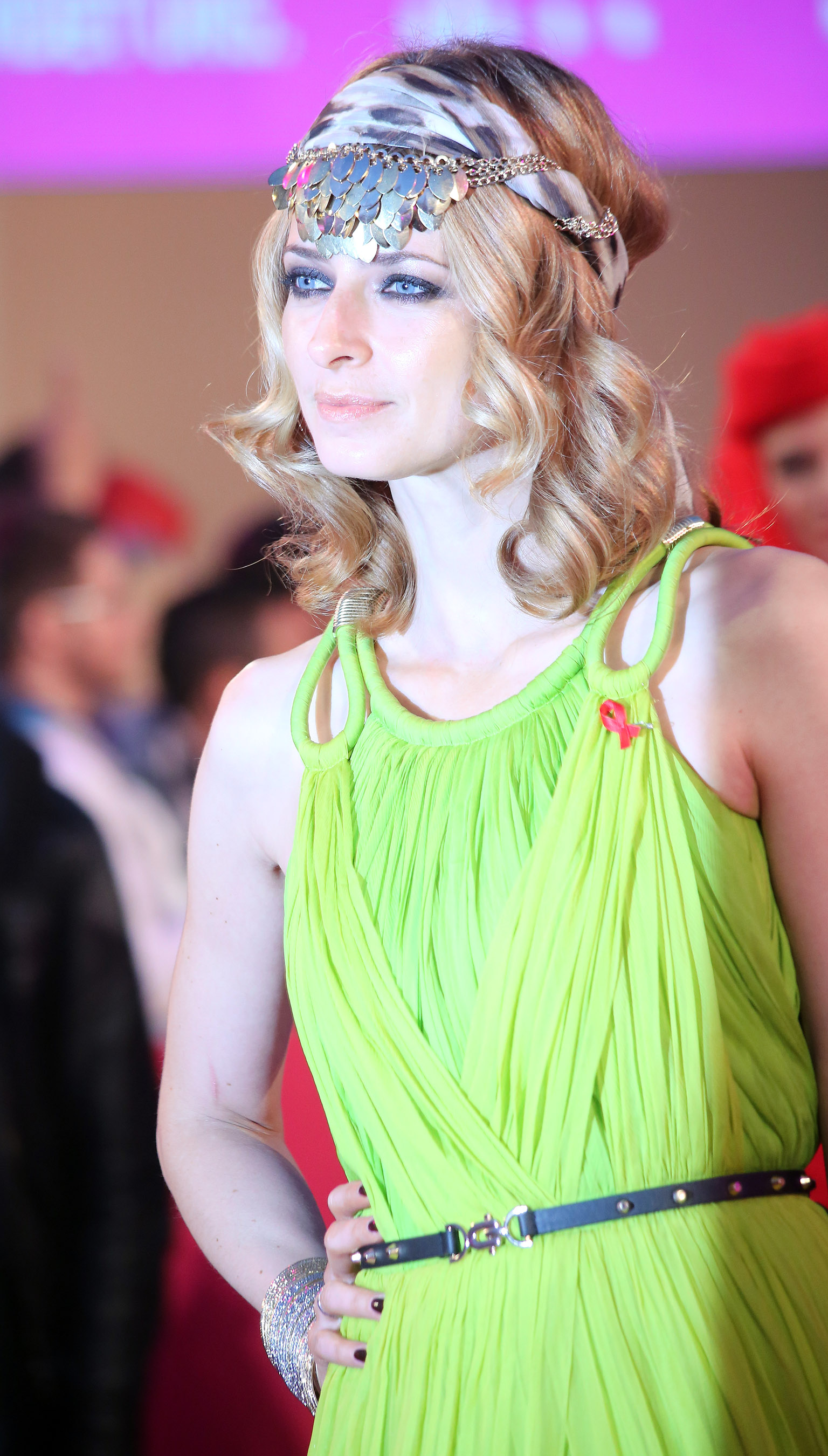
Eva Padberg, Life Ball 2013

Als model werkte Eva Padberg onder andere in New York, Londen, Parijs en Milaan. In New York bemachtigde zij haar eerste kleine opdrachten voor Ralph Lauren en Calvin Klein. In 2001 werkte ze steeds vaker in New York. Tevens deed zij in herfst 2001 de campagne voor het Oostenrijkse lingerie merk Palmers.
In 2002 maakte de Frans/Duitse televisiezender Arte een documentaire over haar leven als model en werd ze uitgenodigd voor diverse talkshows.
In 2003 bleef ze opdrachten krijgen in Londen, Parijs, New York en Milaan. Daarnaast was ze steeds vaker te zien op de televisie. Enkele van haar televisieoptredens waren als lid van de Star-search jury in voorjaar 2004, als commentator bij de 1e Duitse Dance Awards en host van MTV's Designerama.
Ook kwam haar eerste vinyl uit met haar muziekband "Dapayk&Padberg". Deze band bestaat uit Eva Padberg en Nicklas Worgt. Er volgenden vele optredens. Ze hielp ook mee bij projecten van goede doelen als Unicef.
In 2004 verhuisde ze van Erfurt naar Berlijn en was ze naast haar modellenwerk te gast in verschillende tv-shows zoals TV Total. Dat jaar werd ze het nieuwe gezicht van het cosmeticabedrijf Astor.
Tevens werd ze door Duitstalige FHM lezers uitgekozen tot sexiest woman in the world van 2005.
In 2006 trouwde zij na een tienjarige relatie met Nicklas Worgt.
In 2007 verscheen het tweede album van Dapayk&Padberg, Black beauty, in 2012 gevolgd door Sweet Nothings.

## Autobiografie
- Model Ich, Diederichs Verlag, München 2011, ISBN 978-3-424-35059-3

## Filmografie
- 2006: Maria an Callas
- 2007: Schwerter des Königs – Dungeon Siege
- 2008: Unschuldig (televisieserie)
- 2011: Wickie auf großer Fahrt
- 2011: Rubbeldiekatz
- 2011: Der Staatsanwalt – Tod einer Ehe (televisieserie)